# Pectinaria pseudokoreni
Pectinaria pseudokoreni is een borstelworm uit de familie Pectinariidae. Het lichaam van de worm bestaat uit een kop, een cilindrisch, gesegmenteerd lichaam en een staartstukje. De kop bestaat uit een prostomium (gedeelte voor de mondopening) en een peristomium (gedeelte rond de mond) en draagt gepaarde aanhangsels (palpen, antennen en cirri).
Pectinaria pseudokoreni werd in 1955 voor het eerst wetenschappelijk beschreven door Day.